# Alliance nationale pour la démocratie et le développement
L'Alliance nationale pour la démocratie et le développement (en anglais National Alliance for Democracy and Development) est une coalition de cinq partis politiques d'opposition en Gambie.
Elle fut fondée en janvier 2005 avec la signature d'un protocole d'entente entre le Mouvement national d’action démocratique, le Parti de la réconciliation nationale, l'Organisation démocratique du peuple pour l’indépendance et le socialisme, le Parti progressiste du peuple, et le Parti démocratique unifié.
Le but de la coalition est, selon le protocole d'entente, « d'en finir avec l'autorité qui se perpétue et d'obtenir l'habilitation du peuple pour qu'il puisse participer au développement durable.»
Dans une entrevue avec la BBC, le chef du Parti démocratique unifié (UDP), Ousainou Darboe a dit que le but de la coalition n'était pas tout simplement de forcer le président Yahya Jammeh de son poste, mais aussi d'avoir des politiques capables de changer profondément le système de gouvernement. L'UDP quitta la coalition en 2006.
La coalition se présenta à l'élection présidentielle de septembre 2006 et aux législatives du 25 janvier 2007 en tant qu'un seul bloc pour mieux contrer le président Jammeh et son parti, l'Alliance patriotique pour la réorientation et la construction. Le candidat de l'ANDD à la présidentielle Halifa Sallah a reçu 5,98 % des voix et aux législatives, l'ANDD n'a obtenu qu'un seul siège.